# 스키조클라미스과
스키조클라미스과(Schizochlamydaceae)는 녹조강 스파이로플레아목에 속하는 녹조류과의 하나이다. 3속 9종으로 이루어져 있다.

## 하위 속
- 폴리쿨라리아속 (Follicularia) - 4종, 이전에 클로렐라과로 분류하기도 함.
- 플랑크토스파이리아속 (Planktosphaeria) - 2종
- 스키조클라미스속 (Schizochlamys) - 3종